# Revista Oficina de Letras
Oficina de Letras é uma revista literária editada com periodicidade variável pela regional pernambucana da Sociedade Brasileira de Médicos Escritores (SOBRAMES).

## História
Nascida em julho de 1989, com a intenção de ser uma editora voltada para a literatura, atendendo à produção literária dos médicos escritores, publicou inicialmente uma coletânea, com o título Encontro com a poesia.

## Jornal
Simultaneamente ao lançamento de Encontro com a poesia, foi publicado (no formato tablóide) o primeiro número do jornal Oficina de Letras, com apenas 6 páginas. Nesse formato saíram ainda os números 2, 3 e 4, até agosto de 1990.

## Revista
A revista surgiu, com seu número 1, em agosto de 1991, com 32 páginas, mantendo sempre a mesma capa.

### Mudança de formato
A partir do número 4, passou a ter o formato de livro (A5), com número variado de páginas e mantendo a capa como no formato revista.

### Mudança de nome
O número 5 trouxe uma pequena mudança no nome, acrescentando a palavra Revista, e assim ficando: Revista Oficina de Letras.

Teve, também, seu registro no ISSN, no número 6.

### Capas variadas
No número 21, em março de 2004, passou a apresentar capas variadas, em desenhos e cores.

## Contribuições
A Revista Oficina de Letras publica obras literárias, nos gêneros Conto, Crônica, Ensaio, História, Poesia, Oratória, Memórias, Crítica literária e outros gêneros que interessem a seus colaboradores.
Tem no seu quadro de colaboradores escritores médicos e não-médicos, brasileiros e de países lusófonos.